# 孔巴爾瓦拉

孔巴爾瓦拉（西班牙語：Combarbalá），是智利的城市，位於該國中部科金博大區的利馬里省，始建於1779年11月30日，面積1,895.9平方公里，海拔高度904米，2012年人口13,605人，人口密度每平方公里7.2人。
31°11′0″S 71°0′0″W / 31.18333°S 71.00000°W